# Ulrich Larsen
Ulrich 'The Mole' Løvenskjold Larsen (Født 1976, Vestsjælland) er en dansk kok, som over 10 år infiltrerede Nordkorea under falsk dække som tilhænger af det Nordkoreanske styre, der er blevet videreformidlet i dokumentarfilmen Muldvarpen - Undercover i Nordkorea, som blev instrueret af Mads Brügger. Her vises det hvordan Larsen gennem 10 år steg i graderne indenfor The Danish North Korean Friendship Association og endte op i inderkredsen af den internationale venskabsorganisation Korean Friendship Association (KFA), hvor Larsen vandt sig tillid hos nogle af Nordkoreas mest indflydelsesrige støtter i vesten. I dokumentarfilmen Muldvarpen - Undercover i Nordkorea viser Larsen sit liv som Muldvarp, sine rejser til Nordkorea og sine ture rundt i hele verden til møder med ulovlige nordkoreanske forretningsfolk. Ulrich Larsen blev indblandet i illegale handelsprojekter som involverede missiler, et bredt udvalg af våben, samt eksport af metamfetamin ud af Nordkorea.
Hans handelsrejser blev dokumenteret og afsløret, da dokumentaren blev offentliggjort i 2020. Dokumentaren udkom i Danmark, Sverige, Norge og Storbritannien den 11. oktober 2020 og er tilrettelagt og instrueret af den danske journalist og dokumentarisk, Mads Brügger. Dokumentaren modtog prisen for "bedste dokumentar" til Den danske Robert Uddeling. Desuden har dokumentarfilmen og det efterretningsarbejde som Ulrich udførte vagt interesse fra FN-rådet.

## Ulrichs fortælling i dokumentaren
I dokumentaren følges Ulrichs rejse som familiefar, og de trin Ulrich Larsen tager fra han først infiltrerer Den Nordkoreanske Venskabsforening til derefter, som mulvarp, at indlede en tæt relation med den internationale venskabsforenings (KFA) formand, Alejandro Cao de Benós. Undervejs rejser Ulrich, og hans partner Jim Latrache-Qvortrup, til Nordkorea, Uganda og Norge for at forhandle med Nordkoreanerne om våben og stoffer, for at afsløre regimets metoder til at omgå vestens internationale sanktioner. Iført overvågningsudstyr og med årevis af tillidsopbygning afslører Ulrich ved hjælp af skjulte optagelser af forhandlingerne med regimets repræsentanter, at Nordkorea ignorerer De Forenede Nationers (FNs) sanktioner for at skaffe olie og penge. Dokumentaren viser den uforudsete afsløring af Ulrichs sande identitet over for Alejandro Cao de Benós, og dermed hans tillidsbrud med det Nordkoreanske styre, og også overfor Ulrichs intetanende hustru, for hvem dobbeltlivet kommer som en chokerende nyhed. Dokumentaren har fået kritik for at dokumentere Nordkoreas rædselsregime satirisk, strække dokumentargenren til det yderste og arbejde inden for genren ’sindssyg’.

## Livet efter dokumentaren
Siden dokumentarfilmen blev udgivet er Larsen begyndt som foredragsholder hvor han fortæller om sine unikke oplevelser fra sine 10 år som muldvarp under jorden.